# Иж Юнкер
«Иж Юнкер» (6.113-020-05) — мотоцикл прогулочного типа, создан в стиле, характерном для моделей американских производителей. Отличительные особенности данной модели от предыдущих серий: высокий руль, обтекаемый бак (каплевидный), на котором расположена панель приборов, седло двухуровневого типа (для большего комфорта пассажира).
Также на «Иж Юнкер» установлены: дисковый тормоз переднего колеса, система впуска-выпуска нового типа, позволяющая снизить уровень шума и обеспечивающая высокую тягу на низких оборотах. Подножки мотоцикла вынесены вперёд для того, чтобы водитель мог ехать в вальяжной посадке. «Юнкер» окрашен в цвет «металлик».
Производился с 1999 года небольшими партиями, а с 2001 по 2005 год официально серийно. Всего было выпущено 6000 единиц, включая мотоциклы специального назначения. 